# 南山駅 (釜山広域市)
南山駅（ナムサンえき）は、大韓民国釜山広域市金井区にある釜山交通公社1号線の駅である。駅番号は132。

## 駅構造
相対式ホーム2面2線の地下駅で、スクリーンタイプのホームドアが設置されている。改札内でのホーム間の移動はできない。出入口は8箇所に設けられている。

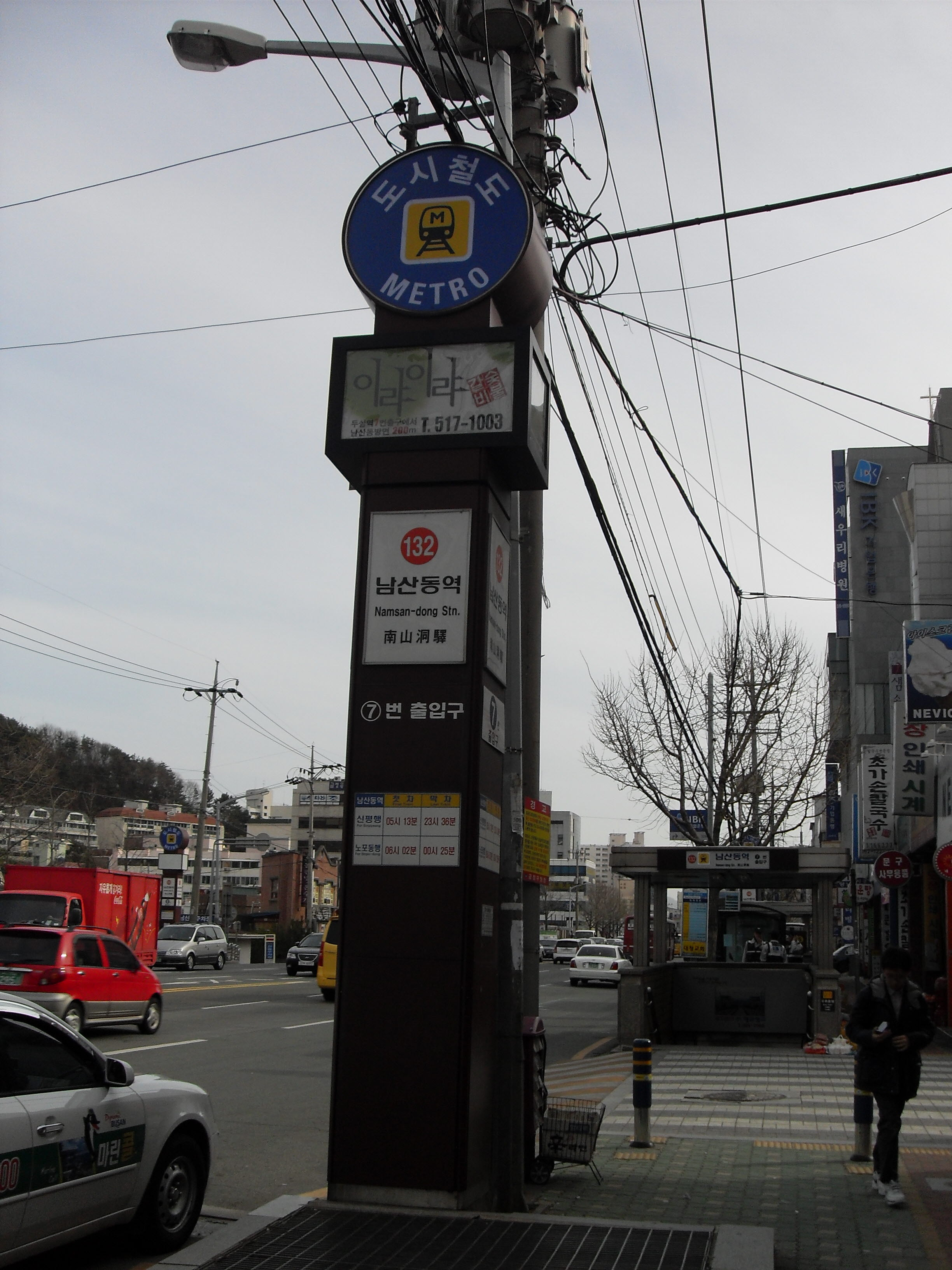
7番出入口（2010年4月）
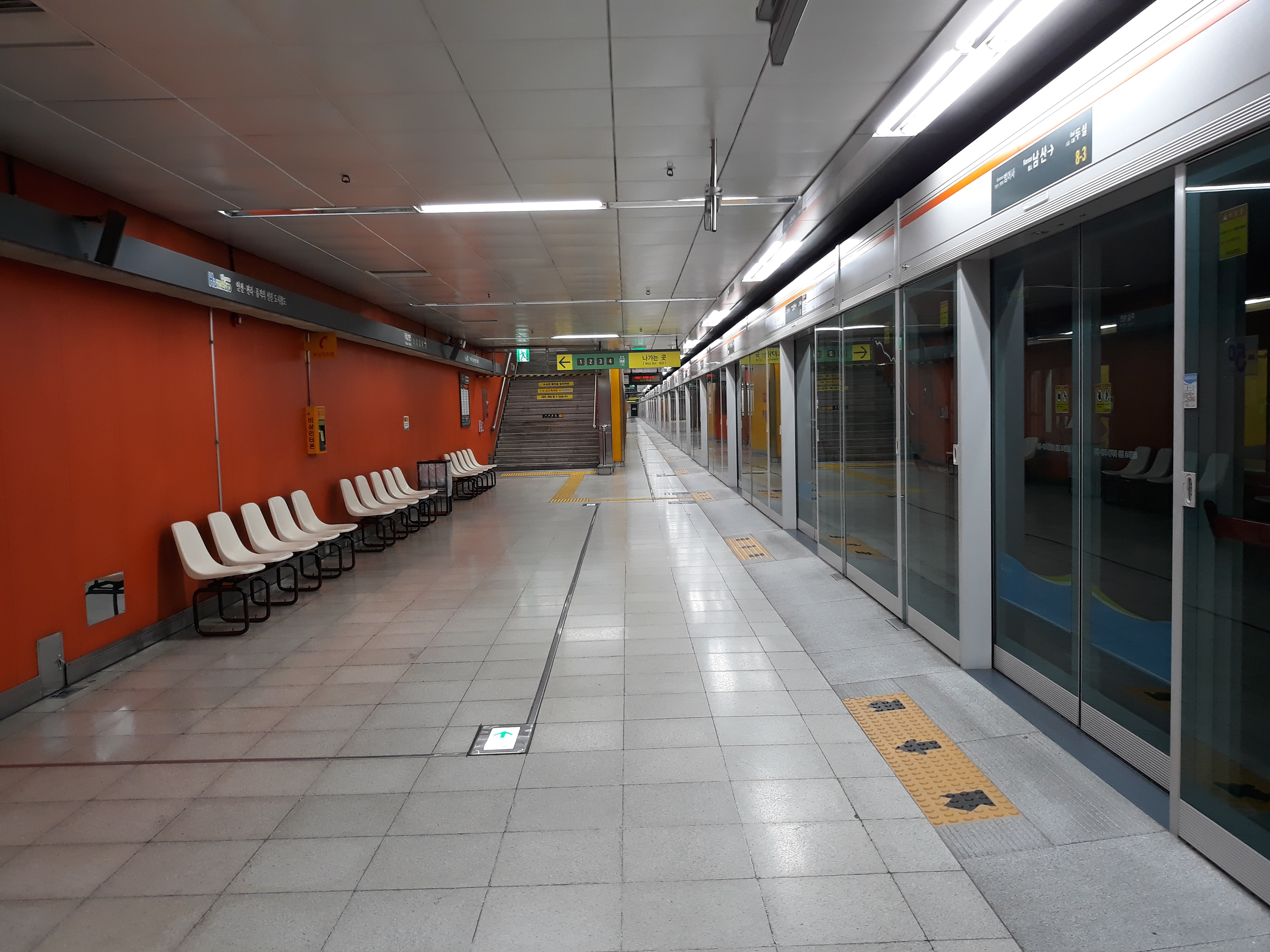
上りホーム（2018年5月）
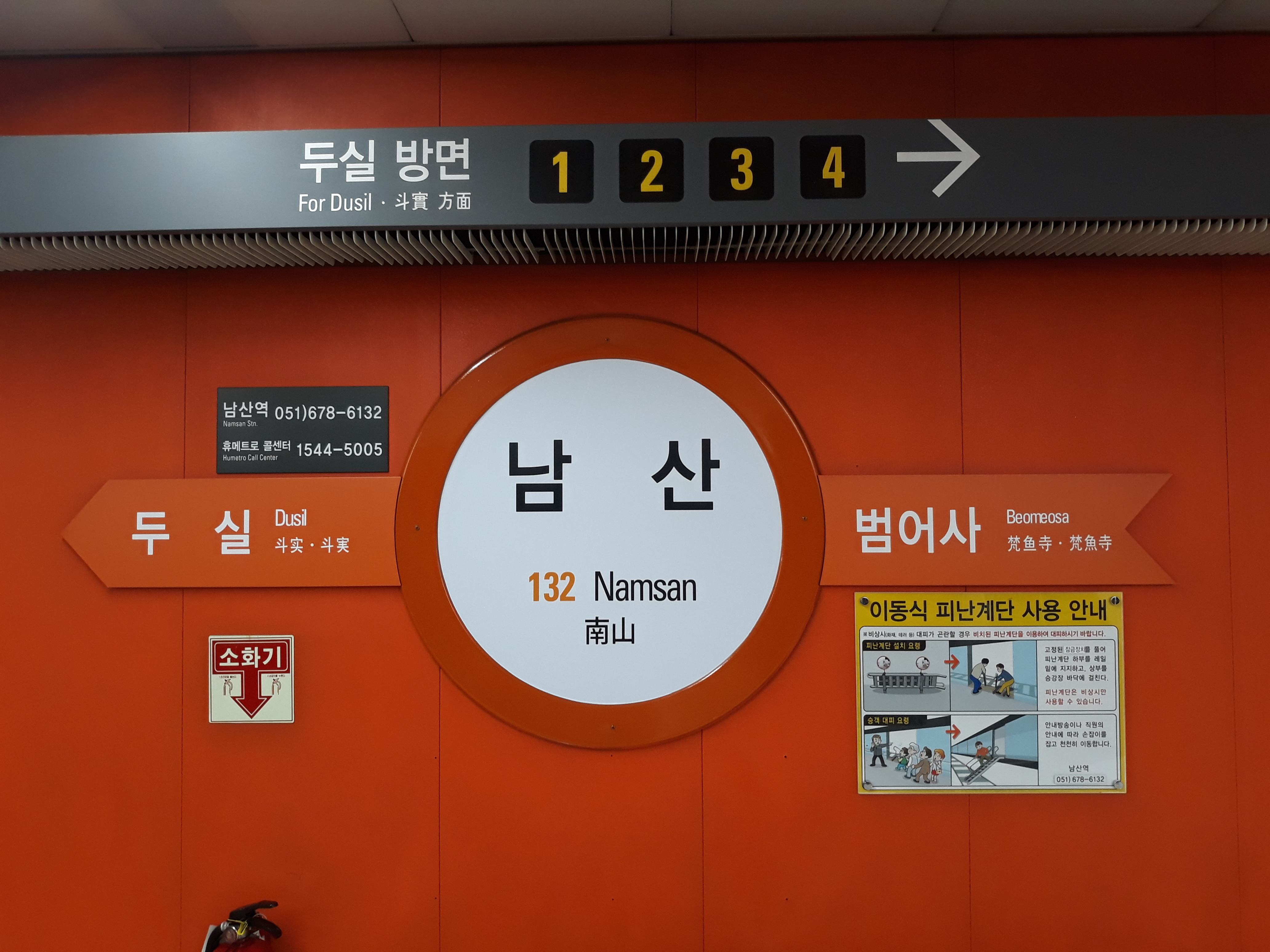
駅名標

### のりば
| 上り | 1号線 | 多大浦海水浴場方面 |
| 下り | 1号線 | 老圃方面           |

## 歴史
- 1985年7月19日 - 南山洞駅（남산동역）として開業。
- 2010年2月24日 - 南山駅に改称。

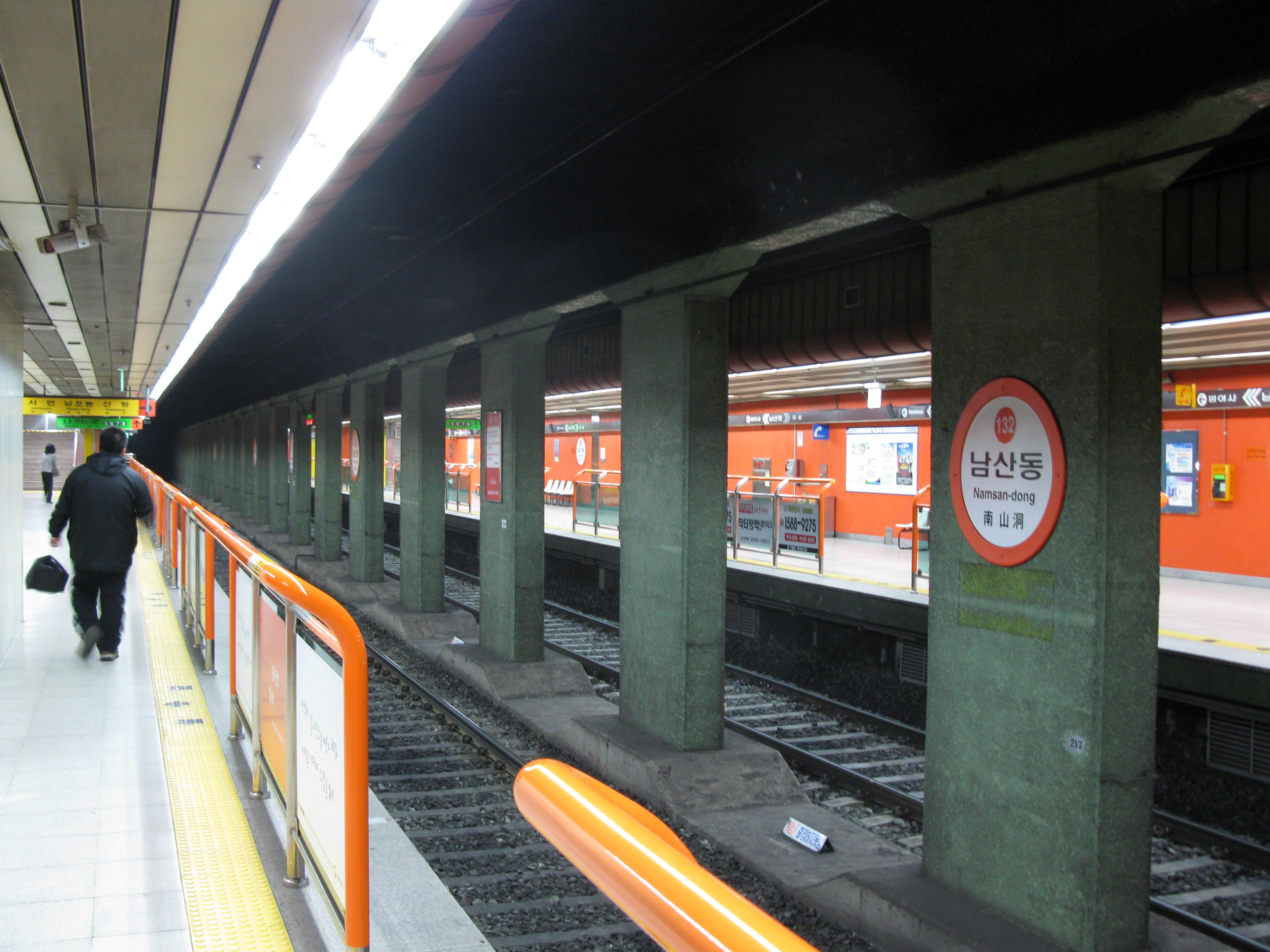
ホームドア設置前（2009年2月）

## 駅周辺
- ワレスバプテスト病院
- 南山初等学校
- 釜山外国語大学校
- 釜山銀行南山洞支店
- 中小企業銀行南山洞支店

## 隣の駅
釜山交通公社
 1号線
斗実駅 (131) - 南山駅 (132) - 梵魚寺駅 (133)